# ジュンコ
ジュンコ（Junko）は、イギリス生産・フランス調教の競走馬である。主な勝ち鞍は2023年のバイエルン大賞、香港ヴァーズ。

## 概要

### 3歳（2022年）
2月24日シャンティイ競馬場の未勝利戦にてマキシム・ギュイヨン騎手を背にデビューして初勝利を挙げる。続いて3月22日シャンティイ競馬場の条件戦も勝利して連勝。その後は激しい気性の矯正などを目的として3月下旬に去勢手術が施されていた。
4月17日のノアイユ賞(G3)では2番手で折り合っての競馬となり、逃げたマキシマスと叩き合いの末にクビ差で競り勝ち、デビューから3連勝でグループ競走初制覇を果たした。
その後は7月16日ウジェーヌアダム賞(G2)に出走して最後方から追い込むも3着。8月15日のギヨームドルナノ賞(G2)では1番人気馬アルハキームと長い一騎打ちとなるも半馬身差の2着。10月2日のドラール賞(G2)では1番人気馬アンマートの背後でマークして追撃するも届かずにアタマ差で2着となった。

### 4歳（2023年）
3月4日のダルシャーン賞に出走してシーズン初勝利を挙げる。
その後は3月25日のドバイターフ(G1)に出走するがロードノースの6着。4月30日のガネー賞(G1)は出走取消。5月29日のイスパーン賞(G1)ではアンマートの7着（最下位）。7月8日のサンクルー大賞(G1)ではウエストオーバーの3着に入った。
8月5日のルー賞(G3)では中団やや後方で待機して、一団となった馬群の中央を突きて進出を開始。先に抜け出したビッグコールを楽に捕らえて3馬身差の圧勝。グループ競走2勝目を挙げた。
その後は10月15日のコンセイユドパリ賞(G2)に出走するもイレジンの3着に敗れた。
11月5日のバイエルン大賞(G1)は2番人気で出走。4頭立ての先頭に立って逃げて縦長と展開。隊列が変わることなく直線を向かえると、後続勢が仕掛けに掛かるも残り4ハロン地点で仕掛けて一気に伸び、最後は流しながら3馬身差の完勝でG1初制覇を果たした。
12月10日の香港ヴァーズ(G1)ではHKJCオッズ3番人気、JRAオッズ5番人気で出走。中間点1200mを1分18秒44という超スローペースの展開。後方での追走となり、レーベンスティールの後ろに付けた。直線では大外に持ち出されると末脚を炸裂。ゼッフィーロに馬体を並べられるも突き放し、先に先頭に立ったウォームハートを捕らえての決着。2着ゼッフィーロに1馬身差を付ける快勝で2度目のG1制覇を挙げた。鞍上のギュイヨン騎手は「彼は軟らかい馬場を一般的に好んでいるので、レースの前はシャティンの馬場を好きになってくれるかどうか分かりませんでした。ただ、今日の馬場は良かったですね。いいレースができました。頭数が多くなかったので、最終コーナーでそれほど後ろになりませんでした。いい瞬発力でした。」とジュンコの走りを称えた。

## 血統表
| ジュンコの血統           | ジュンコの血統                                                    | ジュンコの血統                                                    | （血統表の出典）                                                  | （血統表の出典） |
| 父系                     | サドラーズウェルズ系                                              | サドラーズウェルズ系                                              | サドラーズウェルズ系                                              |                  |
| 父 Intello 鹿毛 2010     | 父の父Galileo 鹿毛 1998                                           | Sadler's Wells                                                    | Northern Dancer                                                   | Northern Dancer  |
| 父 Intello 鹿毛 2010     | 父の父Galileo 鹿毛 1998                                           | Sadler's Wells                                                    | Fairy Bridge                                                      |                  |
| 父 Intello 鹿毛 2010     | 父の父Galileo 鹿毛 1998                                           | Urban Sea                                                         | Miswaki                                                           | Miswaki          |
| 父 Intello 鹿毛 2010     | 父の父Galileo 鹿毛 1998                                           | Urban Sea                                                         | Allegretta                                                        |                  |
| 父 Intello 鹿毛 2010     | 父の母Impressionnante 鹿毛 2003                                   | *デインヒル                                                       | Danzig                                                            | Danzig           |
| 父 Intello 鹿毛 2010     | 父の母Impressionnante 鹿毛 2003                                   | *デインヒル                                                       | Razyana                                                           |                  |
| 父 Intello 鹿毛 2010     | 父の母Impressionnante 鹿毛 2003                                   | Occupandiste                                                      | Kaldoun                                                           | Kaldoun          |
| 父 Intello 鹿毛 2010     | 父の母Impressionnante 鹿毛 2003                                   | Occupandiste                                                      | Only Seule                                                        |                  |
| 母 Lady Zuzu 黒鹿毛 2012 | 母の父Dynaformer 鹿毛 1985                                        | Roberto                                                           | Hail To Reason                                                    | Hail To Reason   |
| 母 Lady Zuzu 黒鹿毛 2012 | 母の父Dynaformer 鹿毛 1985                                        | Roberto                                                           | Bramalea                                                          |                  |
| 母 Lady Zuzu 黒鹿毛 2012 | 母の父Dynaformer 鹿毛 1985                                        | Andover Way                                                       | His Majesty                                                       | His Majesty      |
| 母 Lady Zuzu 黒鹿毛 2012 | 母の父Dynaformer 鹿毛 1985                                        | Andover Way                                                       | On The Trail                                                      |                  |
| 母 Lady Zuzu 黒鹿毛 2012 | 母の母Indy Pick 黒鹿毛 1998                                       | A.P. Indy                                                         | Seattle Slew                                                      | Seattle Slew     |
| 母 Lady Zuzu 黒鹿毛 2012 | 母の母Indy Pick 黒鹿毛 1998                                       | A.P. Indy                                                         | Weekend Surprise                                                  |                  |
| 母 Lady Zuzu 黒鹿毛 2012 | 母の母Indy Pick 黒鹿毛 1998                                       | Fantastic Find                                                    | Mr. Prospector                                                    | Mr. Prospector   |
| 母 Lady Zuzu 黒鹿毛 2012 | 母の母Indy Pick 黒鹿毛 1998                                       | Fantastic Find                                                    | Blitey                                                            |                  |
| 母系(F-No.)              | Escalade(FN:20-b)                                                 | Escalade(FN:20-b)                                                 | Escalade(FN:20-b)                                                 |                  |
| 5代内の近親交配          | His Majesty：S5×M4, Northern Dancer：S4×S5, Mr. Prospector：S5×M4 | His Majesty：S5×M4, Northern Dancer：S4×S5, Mr. Prospector：S5×M4 | His Majesty：S5×M4, Northern Dancer：S4×S5, Mr. Prospector：S5×M4 |                  |